# Джордан, Грегор
Гре́гор Джо́рдан (англ. Gregor Jordan, род. 1966) — австралийский кинорежиссёр. Его дебютная короткометражка Swinger (1995) была отмечена наградой на Каннском кинофестивале, а первый крупный коммерческий успех ему принесла криминальная комедия «Две руки» (1999), главную роль в которой исполнил Хит Леджер. В 2000-е годы Джордан работал в основном за пределами Австралии. Внимание критиков привлекли созданные им в США киноленты «Информаторы» (2008) — ретродрама по мотивам прозы Брета Истона Эллиса, и «Немыслимое» (2010) — политический триллер, посвящённый проблеме терроризма.

## Избранная фильмография
- 1999 — Пальцы веером / Two Hands
- 2001 — Солдаты Буффало / Buffalo Soldiers
- 2003 — Банда Келли / Ned Kelly
- 2009 — Информаторы / The Informers
- 2010 — Немыслимое / Unthinkable
- 2019 — Грязная музыка / Dirt Music